# Siirt
Siirt (àrab: سِعِرْد, Siʿird; armeni: Սղերդ, Sġerd; grec antic: Σύρτη; kurd: Sêrt; siríac: ܣܥܪܬ, Siʿreth; turc otomà: سعرد, Siird) és una ciutat del sud-est de Turquia, capital de la província homònima. Es troba a la riba del Botan. La població està barrejada de turcs, kurds, assiris i àrabs. Al cens del 2009 la població era de 129.188 habitants.

## Història
Abans de la conquesta musulmana apareix com a Saird (siríac Seerd), i al mancar de muralles no tenia interès estratègic. Conquerida pels musulmans a l'Imperi Romà d'Orient, es creu que formà part d'Armènia o de l'Djazira; centre important del cristianisme oriental fou seu del notable monestir d'Ahwisha (paraula siríaca que vol dir «anacoreta», equivalent a l'àrab habis), amb 400 monjos, segon diu al-Shabushti al segle ix. Al segle xi un escriptor anònim nestorià va escriure en àrab l'obra Crònica de Seert, que en realitat és una història eclesiàstica universal (principalment de l'església cristiana Pèrsia des de la meitat del segle vii), escrita d'acord amb fonts siríaques; es conserva només en part; un altre document notable originat segurament al mateix monestir és conegut com la Bíblia Siríaca de París, i és un manuscrit il·luminat amb miniatures extraordinàries, de les que malauradament manca el llibre del Gènesi, on devien estar les millors; va ser portat a la Biblioteca Nacional de París el 1909.
A l'edat mitjana Isird va seguir la història de manera similar a Hisn Kayfa i Diyarbekir. Fou possessió dels marwànides (finals del segle x o començaments del segle xi); el 1085 el territori fou ocupat pels seljúcides però a la mort de Malik Shah I (novembre de 1092), l'amir o governador local es va declarar independent (com van fer altres governadors del Diyar Bakr). El 1131 l'emir ortúquida Rukn al-Dawla Daud va ocupar diverses fortaleses al sud del llac Van, incloent les fortaleses de Qatalbas i Batasa i la ciutat d'Isird, llavors de certa importància. El 1143/1144 fou ocupada per Zengi; mort aquest a Kalat Djabar el 1146, Kara Arslan, emir ortúkida de Hisn Kayfa i Khartpert (successor del seu pare Rukn al-Dawla Daud el 1144) va aprofitar el temps que va trigar Saif al-Din Ghazi, en assegurar la successió paterna, per recuperar territoris i es va aliar a Husam al-Din Timurtash, emir ortúquida de Mardin i regent d'Alep (fill d'Ilghazi I i el seu successor a Mardin), al que com a governant més veterà va reconèixer la preeminència; l'aliança li van permetre recuperar els territoris perduts; Timurtash va ocupar Isird el 1146 i la va entregar (1147) a Kara Arslan el que es va interpretar com un reconeixement de la sobirania del segon pel primer, que li concedia un feu. Els ortúquides hi van governar com a vassalls zengites fins vers 1183 i després com a vassalls aiúbides; el 1185 l'aiúbida Saladí va dominar tota la regió. Després del 1225 la balança del poder va bascular cap al xa de Coràsmia Djalal al-Din Manguberti, però després de la derrota d'aquest fou saquejada pels mongols. Governada pels aiúbides d'Hisn Kayfa i Amida, durant un temps va patir les conseqüències del saqueig però es va recuperar i va quedar sota vassallatge dels il-kànides i després del 1335 dels jalayírides. Tamerlà va ocupar la regió i la dinastia fou vassalla dels timúrides i després dels Qara Qoyunlu, i finalment dels Aq Qoyunlu que van ocupar Amida, Mardin (dominada pels Qara Qoyunlu) i el 1462 finalment Hisn Kayfa i Isird als aiúbides. L'emir Aq Qoyunlu Uzun Hasan va suprimir la dinastia.
El 1507 fou ocupada pels safàvides però després de la batalla de Çaldiran, el 1516 un aiúbida de nom Malik Khalil, descendent de l'antiga dinastia local, va prendre el poder a Hisn Kayfa i Isird i es va sotmetre als otomans. Fou una kada del beglerbeglik de Diyarbekir. El 1526 la població era de 406 famílies musulmanes i 58 solters, mentre que els cristians eren 448 famílies i 152 solters; sumant la guarnició del castell i alguns jueus es calcula que la població estaria a l'entorn dels cinc mil habitants. Es destaquen llavors la mesquita Ulu Djami (construïda per Mahmud II ibn Muhàmmad ibn Màlik-Xah 1118–1131, restaurada el 1965) i la madrassa Djermaliyye, i Malik Khalil va fer a més algunes noves edificacions; el districte rural comptava amb 654 famílies i 151 solters, tots musulmans. El 1560 consta com a nahiye del sandjak de Hisn Kayfa, però és possible que en realitat fos un kada. Al segle xvii la va visitar Evliya Çelebi i la qualifica de sandjak però més aviat en el sentit de domini directe otomà que de rang administratiu; el 1670 en el seu informe, el governador de Diyarbekir, Wezir Silahdar Hadjdji Omer Pasha l'esmenta com a kada. Les vinyes foren la gran especialitat de la comarca i era anomenada per això al començar el segle xix i la fama encara subsisteix. En aquest temps un viatger europeu calculava la població en tres mil persones, en majoria musulmans però també amb cristians (armenis, caldeus i nestorians o assiris). Segons Moltke, el 1835 fou ocupada per Koca Mustafa Reşid Pasha que cal entendre que l'hauria arrabassat a Ibrahim Paixà d'Egipte; en aquest temps tenia unes 600 llars musulmanes i 200 cristianes, però pels reclutaments en aquells anys la població va baixar a 400 llars musulmanes i després del 1838 només s'hi veien dones, vells i nens. Del 1858 al 1915 fou la seu d'un bisbat caldeu (catòlic).
El 1890 Cuinet va comprovar que havia estat transferida al vilayat de Bidlis (abans era del de Diyarbekir); calcula la població en 15.000 persones amb dos terços de musulmans, estimació segurament exagerada. Les matances d'armenis i d'assiris a la I Guerra Mundial
, van reduir la població. El 1927 tenia 14.380 habitants. El 1932 es va construir una línia fèrria que no la va poder treure de la seva condició de petita vila de província i va créixer modestament fins als anys setanta quan va començar a créixer força més (estimulada pel cultiu del pistatxo introduït uns 15 anys abans, i per la vinya que ja era tradicional). El 1980 ja tenia 42.000 habitants i llavors es va trobar petroli a Kurtalan a 32 km i es va construir la refineria de Batman. L'esposa del primer ministre turc Recep Tayyip Erdoğan és natural de la ciutat i el mateix Erdogan va concórrer a les eleccions per aquesta circumscripció el 2003 (i fou elegit). Modernament s'han construït hotels, cases modernes, magatzems, bancs i altres edificis